# Lybius
Lybius is een geslacht van vogels uit de familie van de Afrikaanse baardvogels. Het is het grootste geslacht en de soorten komen voor in Sub-Sahara Afrika. Verschillende voormalige soorten zijn overgebracht naar Pogonornis.

## Soorten
Het geslacht kent de volgende soorten:
- Lybius chaplini  – Chaplins baardvogel
- Lybius guifsobalito  – Rood-zwarte baardvogel
- Lybius leucocephalus  – Witkopbaardvogel
- Lybius rubrifacies  – Roodwangbaardvogel
- Lybius torquatus  – Zwarthalsbaardvogel
- Lybius undatus  – Gebandeerde baardvogel
- Lybius vieilloti  – Rood-gele baardvogel